# 栗澤僚一
栗澤 僚一（くりさわ りょういち、1982年9月5日 - ）は、千葉県松戸市出身の元サッカー選手、サッカー指導者。現在は柏レイソルのヘッドコーチを務める。現役時代のポジションはミッドフィールダー（MF）。流通経済大学法学部卒。

## 来歴
兄の影響で6歳の時にサッカーを始める。小学校卒業に併せて柏レイソルのジュニアユース加入を図ったが選考を通らず、中学生時にはなかなか専門的指導を受けられずにいた。トレセンでのプレーが認められ、1998年に県内の強豪校である習志野高校へ進学したが、全国大会での好成績を残せず、千葉県選抜として臨んだ国体も地区予選で敗れたため全国的には無名の存在だった。
習志野高校サッカー部本田裕一郎監督の紹介を受け、2001年に流通経済大学へ進学。同大学は強化に乗り出してから年が浅く、同年は茨城県大学リーグに所属していたが、栗澤は2学年上のFW阿部吉朗の練習に取り組む姿勢から刺激を受け、阿部との好連携によってプレーも磨かれていった。3年時には関東大学リーグ2部で優勝し、先輩の塩田仁史及び池田昌広と共にベストイレブンに選出された。大学在学中の2004年から、特別指定選手としてFC東京に加入。MFケリーの負傷離脱などによって出場機会を掴むと、巧みなボールコントロールや基本技術の高さで信頼を掴み、7月には翌年からのFC東京との契約を結んだ。
2005年に大学を卒業してチームに再合流。シンプルに味方を使って リズムを作り、豊富な運動量とミスの少ない堅実なプレーで貢献。ルーキーながら同年のリーグ戦全試合に出場した。Jリーグ初得点はJ1第4節ジュビロ磐田戦。当時FC東京が苦手としていた磐田から5年ぶりの勝利を勝ち取る値千金の決勝弾だった。2006年は負傷の影響で出場機会を減らしたが、フォアザチームを体現するプレーぶりへの信頼は厚く、同年をもって現役を引退する三浦文丈からは自身の背番号10を受け継いでほしいと後継者に指名されていた（2007年にパウロ・ワンチョペが10番を付けたため実現せず）。復調後は攻守のバランスを取りつつ チームの潤滑油として奮闘を続けていたが、2008年になると新加入のMF羽生直剛と役割が重なったことなどにより、出場機会を激減させていた。
2008年8月、鈴木達也との交換トレードの形で 柏レイソルへレンタル移籍。谷澤達也の移籍によって空いた背番号28 を着用し、主に攻撃的な位置に入り得点に絡むことを意識してプレーしていたFC東京在籍時とは一転、ボランチとしてレギュラーに定着した。2009年も移籍期間を延長して拍でのプレーを続けたが、チームの失点増加を食い止めきれず、自身初のJ2降格を喫した。
2010年から柏へ完全移籍 となった。警告処分を厭わない 守備でチームを支え、リーグ最小失点でのJ2優勝及びJ1復帰に貢献。翌2011年には右ボランチとしてレアンドロ・ドミンゲスと酒井宏樹の右サイドアタック陣を支え続けJ1優勝に大きく貢献した。同年にはFIFAクラブワールドカップ2011にも出場し、準々決勝モンテレイ戦でのPK戦ではキッカーも務めてベスト4入りに貢献した。その後もこぼれ球の予測に長けセカンドボール回収に優れる ボランチの中軸として出場を続け、主将大谷秀和に代わってゲームキャプテンを務める機会もあり、2013年のヤマザキナビスコカップでは自身の手で優勝杯を掲げた。また、同年3月にタレントの佐藤弥生と結婚。ジョルジ・ワグネルが退団した2014年からはチーム最年長となり先発を外れる機会が多くなったが、衰えない運動量で 計算できる貴重な選手として 重宝された。
2018年12月1日、現役引退が発表された。2019年より柏レイソルのコーチに就任。
2024のJ1第22節FC東京戦では、監督の井原正巳が体調不良のため、代行で指揮を執った。

## 人物
- 同時期にFC東京に在籍していた今野泰幸や馬場憂太と特に仲が良く[4]、頻繁に部屋を行き来していた。柏に移籍後も馬場とは親しく、馬場のブログに登場することがある。
- ジュビロ磐田との試合で相性が良く、通算3試合で3得点を挙げ「磐田キラー」と呼ばれた[15]。

## 所属クラブ
ユース経歴
- 1989年 - 1991年 柏イーグルス (松戸市立新松戸北小学校)[5]
- 1992年 - 1994年 新松戸SC (松戸市立新松戸北小学校)[5]
- 1995年 - 1997年 松戸市立新松戸北中学校 (現:松戸市立小金中学校)[25]
- 1998年 - 2000年 習志野市立習志野高等学校
- 2001年 - 2004年 流通経済大学

プロ経歴
- 2005年 - 2009年  FC東京
  - 2008年8月 - 2009年12月  柏レイソル (期限付き移籍)
- 2010年 - 2018年  柏レイソル

## 個人成績
| 国内大会個人成績 | 国内大会個人成績 | 国内大会個人成績 | 国内大会個人成績 | 国内大会個人成績 | 国内大会個人成績 | 国内大会個人成績 | 国内大会個人成績 | 国内大会個人成績 | 国内大会個人成績 | 国内大会個人成績 | 国内大会個人成績 |
| 年度             | クラブ           | 背番号           | リーグ           | リーグ戦         | リーグ戦         | リーグ杯         | リーグ杯         | オープン杯       | オープン杯       | 期間通算         | 期間通算         |
| 年度             | クラブ           | 背番号           | リーグ           | 出場             | 得点             | 出場             | 得点             | 出場             | 得点             | 出場             | 得点             |
| 日本             | 日本             | 日本             | 日本             | リーグ戦         | リーグ戦         | リーグ杯         | リーグ杯         | 天皇杯           | 天皇杯           | 期間通算         | 期間通算         |
| ---------------- | ---------------- | ---------------- | ---------------- | ---------------- | ---------------- | ---------------- | ---------------- | ---------------- | ---------------- | ---------------- | ---------------- |
| 2004             | 流経大           |                  | -                | -                | -                | -                | -                | 1                | 0                | 1                | 0                |
| 2004             | FC東京           | 33               | J1               | 6                | 0                | 3                | 1                | -                | -                | 9                | 1                |
| 2005             | FC東京           | 27               | J1               | 34               | 3                | 5                | 1                | 2                | 0                | 41               | 4                |
| 2006             | FC東京           | 27               | J1               | 13               | 1                | 2                | 0                | 1                | 0                | 16               | 1                |
| 2007             | FC東京           | 27               | J1               | 22               | 0                | 5                | 0                | 3                | 0                | 30               | 0                |
| 2008             | FC東京           | 27               | J1               | 4                | 0                | 3                | 0                | -                | -                | 6                | 0                |
| 2008             | 柏               | 28               | J1               | 11               | 1                | -                | -                | 5                | 0                | 16               | 1                |
| 2009             | 柏               | 28               | J1               | 32               | 0                | 4                | 0                | 2                | 0                | 38               | 0                |
| 2010             | 柏               | 28               | J2               | 31               | 0                | -                | -                | 3                | 0                | 34               | 0                |
| 2011             | 柏               | 28               | J1               | 31               | 0                | 2                | 0                | 3                | 0                | 36               | 0                |
| 2012             | 柏               | 28               | J1               | 26               | 0                | 3                | 0                | 4                | 0                | 33               | 0                |
| 2013             | 柏               | 28               | J1               | 26               | 0                | 5                | 0                | 3                | 0                | 34               | 0                |
| 2014             | 柏               | 28               | J1               | 14               | 0                | 5                | 0                | 0                | 0                | 19               | 0                |
| 2015             | 柏               | 28               | J1               | 19               | 0                | 1                | 0                | 2                | 0                | 22               | 0                |
| 2016             | 柏               | 28               | J1               | 18               | 1                | 2                | 0                | 2                | 0                | 22               | 1                |
| 2017             | 柏               | 28               | J1               | 7                | 0                | 6                | 0                | 2                | 0                | 15               | 0                |
| 2018             | 柏               | 28               | J1               | 2                | 0                | 0                | 0                | 2                | 0                | 4                | 0                |
| 通算             | 日本             | 日本             | J1               | 265              | 6                | 46               | 2                | 31               | 0                | 342              | 8                |
| 通算             | 日本             | 日本             | J2               | 31               | 0                | -                | -                | 3                | 0                | 34               | 0                |
| 通算             | 日本             | 日本             | 他               | -                | -                | -                | -                | 1                | 0                | 1                | 0                |
| 総通算           | 総通算           | 総通算           | 総通算           | 296              | 6                | 46               | 2                | 35               | 0                | 377              | 8                |

- 2004年は特別指定選手として出場

その他の公式戦
- 2013年
  - スーパーカップ 1試合0得点

| 国際大会個人成績 | 国際大会個人成績 | 国際大会個人成績 | 国際大会個人成績 | 国際大会個人成績 | FIFA      | FIFA      |
| 年度             | クラブ           | 背番号           | 出場             | 得点             | 出場      | 得点      |
| AFC              | AFC              | AFC              | ACL              | ACL              | クラブW杯 | クラブW杯 |
| ---------------- | ---------------- | ---------------- | ---------------- | ---------------- | --------- | --------- |
| 2011             | 柏               | 28               | -                | -                | 3         | 0         |
| 2012             | 柏               | 28               | 4                | 0                | -         | -         |
| 2013             | 柏               | 28               | 10               | 2                | -         | -         |
| 2015             | 柏               | 28               | 3                | 0                | -         | -         |
| 2018             | 柏               | 28               | 2                | 0                | -         | -         |
| 通算             | AFC              | AFC              | 19               | 2                | 3         | 0         |

出場歴
- 2004年04月03日：Jリーグ初出場 - J1 1stステージ第3節 vs東京ヴェルディ1969 (味の素)
- 2004年07月17日：公式戦初得点 - ヤマザキナビスコカップ グループD第5節 vsヴィッセル神戸 (神戸ウイング)
- 2005年04月10日：Jリーグ初得点 - J1第4節 vsジュビロ磐田 (味の素)
- 2009年05月05日：J1・100試合出場 - J1第10節 vs浦和レッドダイヤモンズ (国立)
- 2013年10月19日：J1・200試合出場 - J1第29節 vsヴァンフォーレ甲府 (柏サッカー場)

## 指導歴
- 2019年 - 柏レイソル
  - 2019年 - 2024年 トップチーム コーチ
    - 2024年7月 監督代行

  - 2025年 - トップチーム ヘッドコーチ